# Michalina Walezjuszka
Michelle de Valois (ur. 11 stycznia 1395 w Paryżu, zm. 8 lipca 1422 w Gandawie) – księżniczka francuska oraz od zamordowania swojego teścia – księcia Jana bez Trwogi (10 września 1419) księżna Burgundii.
Urodziła się jako piąta córka (siódme spośród dwanaściorga dzieci) króla Francji Karola VI Szalonego i jego żony królowej Izabeli Bawarskiej. Jej młodszym bratem był kolejny król Francji Karol VII Zwycięski. 
W czerwcu 1409 w Paryżu poślubiła przyszłego księcia Burgundii – Filipa III Dobrego. Małżeństwo miało jedną córkę – Agnieszkę (zmarłą w dzieciństwie)
Księżna Michalina została pochowana Katedrze Świętego Bawona w Gandawie.